# Đội tuyển bóng đá quốc gia Qatar
Đội tuyển bóng đá quốc gia Qatar (tiếng Ả Rập: منتخب قطر لكرة القدم) là đội tuyển cấp quốc gia của Qatar do Hiệp hội bóng đá Qatar quản lý.
Đội tuyển Qatar hiện là đương kim vô địch châu Á sau khi lên ngôi tại hai kỳ Asian Cup liên tiếp: 2019 và 2023. Ngoài ra, đội có chức vô địch Tây Á 2014 và 3 chức vô địch vùng Vịnh vào các năm 1992, 2004 và 2014, Qatar là đội tuyển thứ hai ngoài châu Mỹ và là đội tuyển Ả Rập đầu tiên được tham dự Copa América vào năm 2019 với tư cách là khách mời. Đội đã có một lần tham dự World Cup vào năm 2022 với tư cách là chủ nhà. Tại giải đấu, đội đã nhận thất bại ở cả 3 trận gặp Hà Lan, Sénégal và Ecuador, qua đó trở thành chủ nhà thứ hai bị loại từ vòng bảng sau Nam Phi năm 2010.

## Danh hiệu

### Thế giới
- FIFA Cúp bóng đá thế giới
  - Vòng bảng (1): 2022 (chủ nhà)

### Châu lục
- AFC Cúp bóng đá châu Á
  - Vô địch (2): 2019 , 2023

### Khu vực
- FIFA - UAFA Cúp bóng đá các quốc gia Ả Rập
  - Á quân (1): 1998
  - Giải ba (1): 2021
- AGCFF Cúp bóng đá vùng Vịnh Ả Rập
  - Vô địch (3): 1992 , 2004 , 2014
  - Á quân (4): 1984 , 1990 , 1996 , 2002
  - Giải ba (2): 1976 , 2003-04
- WAFF Cúp vô địch bóng đá Tây Á
  - Vô địch (1): 2014

### Thân thiện
- QFA Giải bóng đá hữu nghị quốc tế (1): 2018

### Giải thưởng
- Giải thưởng Fair Play của Cúp bóng đá châu Á (1): 2023
- Giải thưởng Fair Play của Cúp bóng đá vùng Vịnh Ả Rập (1): 2019

## Giải đấu

### Giải vô địch bóng đá thế giới
Qatar chơi trận vòng loại World Cup đầu tiên vào năm 1977 hạ Bahrain 2–0 trên sân nhà tại Doha.
Qatar không thành công với những cố gắng vượt qua vòng loại World Cup. Tuy nhiên vào tháng 12 năm 2022, họ trở thành chủ nhà World Cup cho kỳ 2022, trở thành đội đầu tiên ở khu vực Trung Đông đăng cai sự kiện này.
Trong lần đầu tiên tham dự World Cup, Qatar đã nhận thất bại ở cả 3 trận đấu với Hà Lan, Sénégal và Ecuador, qua đó trở thành chủ nhà có thành tích tệ nhất trong lịch sử giải đấu. Qatar cũng là đội chủ nhà World Cup thứ hai bị loại từ vòng bảng sau Nam Phi năm 2010.
| Năm           | Thành tích                          | Thứ hạng                            | Số trận                             | Thắng                               | Hòa                                 | Thua                                | Bàn thắng                           | Bàn thua                            |
| ------------- | ----------------------------------- | ----------------------------------- | ----------------------------------- | ----------------------------------- | ----------------------------------- | ----------------------------------- | ----------------------------------- | ----------------------------------- |
| 1930 đến 1970 | Không tham dự, là thuộc địa của Anh | Không tham dự, là thuộc địa của Anh | Không tham dự, là thuộc địa của Anh | Không tham dự, là thuộc địa của Anh | Không tham dự, là thuộc địa của Anh | Không tham dự, là thuộc địa của Anh | Không tham dự, là thuộc địa của Anh | Không tham dự, là thuộc địa của Anh |
| 1974          | Bỏ cuộc khi đang dự vòng loại       | Bỏ cuộc khi đang dự vòng loại       | Bỏ cuộc khi đang dự vòng loại       | Bỏ cuộc khi đang dự vòng loại       | Bỏ cuộc khi đang dự vòng loại       | Bỏ cuộc khi đang dự vòng loại       | Bỏ cuộc khi đang dự vòng loại       | Bỏ cuộc khi đang dự vòng loại       |
| 1978 đến 2018 | Không vượt qua vòng loại            | Không vượt qua vòng loại            | Không vượt qua vòng loại            | Không vượt qua vòng loại            | Không vượt qua vòng loại            | Không vượt qua vòng loại            | Không vượt qua vòng loại            | Không vượt qua vòng loại            |
| 2022          | Vòng 1                              | 32nd                                | 3                                   | 0                                   | 0                                   | 3                                   | 1                                   | 7                                   |
| 2026          | Chưa xác định                       | Chưa xác định                       | Chưa xác định                       | Chưa xác định                       | Chưa xác định                       | Chưa xác định                       | Chưa xác định                       | Chưa xác định                       |
| 2030          | Chưa xác định                       | Chưa xác định                       | Chưa xác định                       | Chưa xác định                       | Chưa xác định                       | Chưa xác định                       | Chưa xác định                       | Chưa xác định                       |
| 2034          | Chưa xác định                       | Chưa xác định                       | Chưa xác định                       | Chưa xác định                       | Chưa xác định                       | Chưa xác định                       | Chưa xác định                       | Chưa xác định                       |
| Tổng cộng     | 1 lần vòng bảng                     | 32nd                                | 3                                   | 0                                   | 0                                   | 3                                   | 1                                   | 7                                   |

### Cúp bóng đá châu Á
Lần đầu tiên của Qatar ở Asian Cup là vào năm 1980 sau khi vượt qua vòng loại ở cùng bảng đấu với Bangladesh và Afghanistan. Họ dừng bước ở vòng bảng vòng chung kết, thua hai, hòa một và thắng một.
Đội dừng bước ở vòng bảng Asian Cup 1988 khi có lần đầu tiên làm chủ nhà nhưng giành chiến thắng gây chú ý trước Nhật Bản với tỷ số 3–0.
Đội lọt vào tứ kết Asian Cup 2000 dù chỉ đứng thứ ba vòng bảng, thua Trung Quốc ở tứ kết.
Qatar khép lại thế kỷ XX bằng việc kết thúc ở trong tốp 10 tất cả các kỳ Asian Cup. Sau đó, đội bóng vùng Vịnh lại có dấu hiệu chững lại, chỉ kết thúc ở vị trí thứ 14 cả hai kỳ 2004 và 2007. Năm 2011 với tư cách chủ nhà, Qatar lặp lại thành tích vào tứ kết châu lục, lần này đứng thứ 7 chung cuộc, thành tích tốt nhất của đội trước khi lột xác, đột phá và giành chức vô địch Asian Cup 2019. Đội bảo vệ thành công chức vô địch tại Asian Cup 2023 trên sân nhà sau khi đánh bại Jordan với tỉ số 3–1 ở trận chung kết.

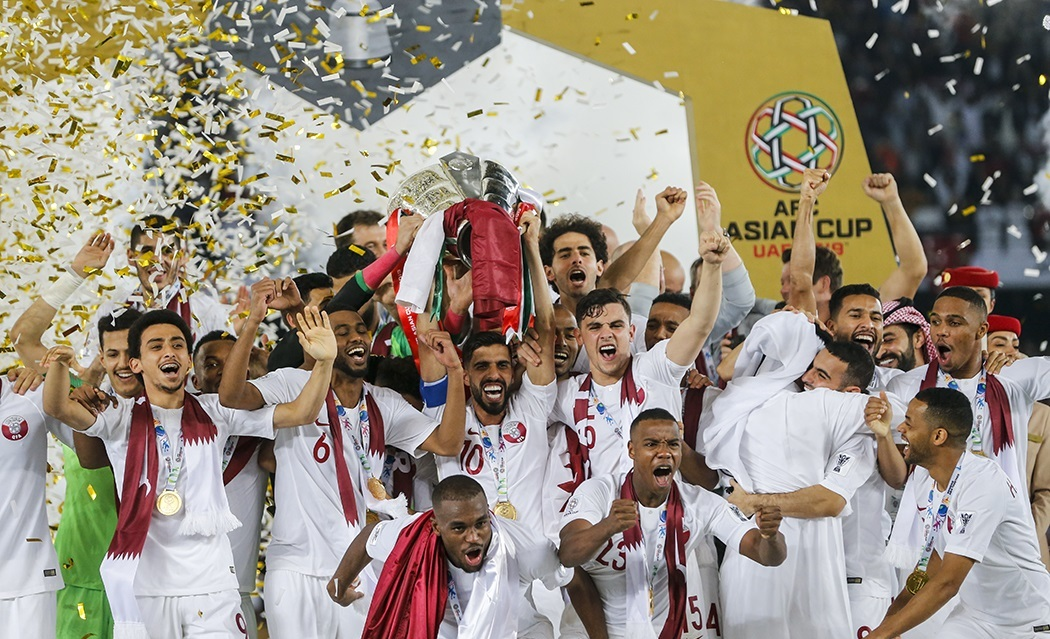
Các cầu thủ Qatar ăn mừng chiến tích vô địch châu Á năm 2019 sau khi thắng Nhật Bản 3–1 và chỉ để thủng lưới duy nhất 1 bàn trong cả cuộc hành trình.

| 1956 đến 1968 | Không tham dự, là thuộc địa của Anh | Không tham dự, là thuộc địa của Anh | Không tham dự, là thuộc địa của Anh | Không tham dự, là thuộc địa của Anh | Không tham dự, là thuộc địa của Anh | Không tham dự, là thuộc địa của Anh | Không tham dự, là thuộc địa của Anh | Không tham dự, là thuộc địa của Anh | Không tham dự, là thuộc địa của Anh |
| 1972          | Không tham dự                       | Không tham dự                       | Không tham dự                       | Không tham dự                       | Không tham dự                       | Không tham dự                       | Không tham dự                       | Không tham dự                       | Không tham dự                       |
| 1976          | Không vượt qua vòng loại            | Không vượt qua vòng loại            | Không vượt qua vòng loại            | Không vượt qua vòng loại            | Không vượt qua vòng loại            | Không vượt qua vòng loại            | Không vượt qua vòng loại            | Không vượt qua vòng loại            | Không vượt qua vòng loại            |
| 1980          | Vòng 1                              | 4                                   | 1                                   | 1                                   | 2                                   | 3                                   | 8                                   |                                     |                                     |
| 1984          | Vòng 1                              | 4                                   | 1                                   | 2                                   | 1                                   | 3                                   | 0                                   |                                     |                                     |
| 1988          | Vòng 1                              | 4                                   | 2                                   | 0                                   | 2                                   | 7                                   | 6                                   |                                     |                                     |
| 1992          | Vòng 1                              | 3                                   | 0                                   | 2                                   | 1                                   | 3                                   | 4                                   |                                     |                                     |
| 1996          | Không vượt qua vòng loại            | Không vượt qua vòng loại            | Không vượt qua vòng loại            | Không vượt qua vòng loại            | Không vượt qua vòng loại            | Không vượt qua vòng loại            | Không vượt qua vòng loại            | Không vượt qua vòng loại            | Không vượt qua vòng loại            |
| 2000          | Tứ kết                              | 4                                   | 0                                   | 3                                   | 1                                   | 3                                   | 5                                   |                                     |                                     |
| 2004          | Vòng 1                              | 3                                   | 0                                   | 1                                   | 2                                   | 2                                   | 4                                   |                                     |                                     |
| 2007          | Vòng 1                              | 3                                   | 0                                   | 2                                   | 1                                   | 3                                   | 4                                   |                                     |                                     |
| 2011          | Tứ kết                              | 4                                   | 2                                   | 0                                   | 2                                   | 7                                   | 4                                   |                                     |                                     |
| 2015          | Vòng 1                              | 3                                   | 0                                   | 0                                   | 3                                   | 2                                   | 7                                   |                                     |                                     |
| 2019          | Vô địch                             | 7                                   | 7                                   | 0                                   | 0                                   | 19                                  | 1                                   |                                     |                                     |
| 2023          | Vô địch                             | 7                                   | 6                                   | 1                                   | 0                                   | 14                                  | 5                                   |                                     |                                     |
| 2027          | Vượt qua vòng loại                  | Vượt qua vòng loại                  | Vượt qua vòng loại                  | Vượt qua vòng loại                  | Vượt qua vòng loại                  | Vượt qua vòng loại                  | Vượt qua vòng loại                  | Vượt qua vòng loại                  |                                     |
| Tổng cộng     | 2 lần vô địch                       | 46                                  | 19                                  | 12                                  | 15                                  | 66                                  | 52                                  |                                     |                                     |

### Giải vô địch bóng đá Tây Á
| Năm       | Kết quả       | Pld           | W             | D             | L             | GF            | GA            |
| --------- | ------------- | ------------- | ------------- | ------------- | ------------- | ------------- | ------------- |
| 2000      | Không tham dự | Không tham dự | Không tham dự | Không tham dự | Không tham dự | Không tham dự | Không tham dự |
| 2002      | Không tham dự | Không tham dự | Không tham dự | Không tham dự | Không tham dự | Không tham dự | Không tham dự |
| 2004      | Không tham dự | Không tham dự | Không tham dự | Không tham dự | Không tham dự | Không tham dự | Không tham dự |
| 2007      | Không tham dự | Không tham dự | Không tham dự | Không tham dự | Không tham dự | Không tham dự | Không tham dự |
| 2008      | Bán kết       | 3             | 1             | 0             | 2             | 2             | 9             |
| 2010      | Không tham dự | Không tham dự | Không tham dự | Không tham dự | Không tham dự | Không tham dự | Không tham dự |
| 2012      | Không tham dự | Không tham dự | Không tham dự | Không tham dự | Không tham dự | Không tham dự | Không tham dự |
| 2014      | Vô địch       | 4             | 4             | 0             | 0             | 10            | 1             |
| 2019      | Không tham dự | Không tham dự | Không tham dự | Không tham dự | Không tham dự | Không tham dự | Không tham dự |
| Tổng cộng | 2/9           | 7             | 5             | 0             | 2             | 12            | 10            |

### Cúp bóng đá vùng Vịnh
Qatar là chủ nhà đăng cai Cúp vùng Vịnh các năm 1976, 1992 và 2004. Đội vô địch giải đấu này trên sân nhà các năm 1992 and 2004 và có lần thứ ba nâng cúp sau khi đánh bại chủ nhà Ả Rập Xê Út trận chung kết năm 2014.
| Năm       | Kết quả   | Pld | W  | D  | L  | GF  | GA  |
| --------- | --------- | --- | -- | -- | -- | --- | --- |
| 1970      | Hạng tư   | 3   | 0  | 1  | 2  | 4   | 7   |
| 1972      | Hạng tư   | 3   | 0  | 0  | 3  | 0   | 10  |
| 1974      | Bán kết   | 3   | 1  | 0  | 2  | 5   | 4   |
| 1976      | Hạng ba   | 6   | 4  | 1  | 1  | 11  | 6   |
| 1979      | Hạng 5    | 6   | 2  | 1  | 3  | 4   | 13  |
| 1982      | Hạng 5    | 5   | 2  | 0  | 3  | 5   | 4   |
| 1984      | Á quân    | 7   | 4  | 1  | 2  | 10  | 6   |
| 1986      | Hạng tư   | 6   | 2  | 2  | 2  | 7   | 8   |
| 1988      | Hạng 6    | 6   | 1  | 2  | 3  | 4   | 8   |
| 1990      | Á quân    | 4   | 1  | 2  | 1  | 4   | 4   |
| 1992      | Vô địch   | 5   | 4  | 0  | 1  | 8   | 1   |
| 1994      | Hạng tư   | 5   | 1  | 1  | 3  | 6   | 8   |
| 1996      | Á quân    | 5   | 3  | 1  | 1  | 9   | 5   |
| 1998      | Hạng 6    | 5   | 0  | 3  | 2  | 3   | 8   |
| 2002      | Á quân    | 5   | 4  | 0  | 1  | 7   | 4   |
| 2003      | Hạng ba   | 6   | 2  | 3  | 1  | 5   | 3   |
| 2004      | Vô địch   | 5   | 3  | 2  | 0  | 10  | 7   |
| 2007      | Vòng bảng | 3   | 0  | 1  | 2  | 2   | 4   |
| 2009      | Bán kết   | 4   | 1  | 2  | 1  | 2   | 2   |
| 2010      | Vòng bảng | 3   | 1  | 1  | 1  | 3   | 3   |
| 2013      | Vòng bảng | 3   | 1  | 0  | 2  | 3   | 5   |
| 2014      | Vô địch   | 5   | 2  | 3  | 0  | 6   | 3   |
| 2017      | Vòng bảng | 3   | 1  | 1  | 1  | 6   | 3   |
| 2019      | Bán kết   | 4   | 2  | 0  | 2  | 11  | 5   |
| Tổng cộng | 24/24     | 107 | 41 | 25 | 41 | 130 | 129 |

### Cúp bóng đá Ả Rập
| Năm           | Kết quả                             | Pld                                 | W                                   | D                                   | L                                   | GF                                  | GA                                  |
| ------------- | ----------------------------------- | ----------------------------------- | ----------------------------------- | ----------------------------------- | ----------------------------------- | ----------------------------------- | ----------------------------------- |
| 1963 đến 1966 | Không tham dự, là thuộc địa của Anh | Không tham dự, là thuộc địa của Anh | Không tham dự, là thuộc địa của Anh | Không tham dự, là thuộc địa của Anh | Không tham dự, là thuộc địa của Anh | Không tham dự, là thuộc địa của Anh | Không tham dự, là thuộc địa của Anh |
| 1985          | Hạng tư                             | 4                                   | 1                                   | 2                                   | 1                                   | 3                                   | 2                                   |
| 1988 đến 1992 | Không tham dự                       | Không tham dự                       | Không tham dự                       | Không tham dự                       | Không tham dự                       | Không tham dự                       | Không tham dự                       |
| 1998          | Á quân                              | 4                                   | 3                                   | 0                                   | 1                                   | 7                                   | 5                                   |
| 2002 đến 2012 | Không tham dự                       | Không tham dự                       | Không tham dự                       | Không tham dự                       | Không tham dự                       | Không tham dự                       | Không tham dự                       |
| 2021          | Hạng ba                             | 6                                   | 4                                   | 1                                   | 1                                   | 12                                  | 3                                   |
| Tổng cộng     | 3/10                                | 14                                  | 8                                   | 3                                   | 3                                   | 22                                  | 10                                  |

### Thế vận hội
- (Nội dung thi đấu dành cho cấp đội tuyển quốc gia cho đến kỳ Đại hội năm 1988)

| Năm           | Thành tích                          | Thứ hạng                            | Pld                                 | W                                   | D                                   | L                                   | GF                                  | GA                                  |
| ------------- | ----------------------------------- | ----------------------------------- | ----------------------------------- | ----------------------------------- | ----------------------------------- | ----------------------------------- | ----------------------------------- | ----------------------------------- |
| 1900 đến 1968 | Không tham dự, là thuộc địa của Anh | Không tham dự, là thuộc địa của Anh | Không tham dự, là thuộc địa của Anh | Không tham dự, là thuộc địa của Anh | Không tham dự, là thuộc địa của Anh | Không tham dự, là thuộc địa của Anh | Không tham dự, là thuộc địa của Anh | Không tham dự, là thuộc địa của Anh |
| 1972 đến 1980 | Không vượt qua vòng loại            | Không vượt qua vòng loại            | Không vượt qua vòng loại            | Không vượt qua vòng loại            | Không vượt qua vòng loại            | Không vượt qua vòng loại            | Không vượt qua vòng loại            | Không vượt qua vòng loại            |
| 1984          | Vòng bảng                           | 15th                                | 3                                   | 0                                   | 1                                   | 2                                   | 2                                   | 5                                   |
| 1988          | Không vượt qua vòng loại            | Không vượt qua vòng loại            | Không vượt qua vòng loại            | Không vượt qua vòng loại            | Không vượt qua vòng loại            | Không vượt qua vòng loại            | Không vượt qua vòng loại            | Không vượt qua vòng loại            |
| Tổng cộng     | 1 lần vòng bảng                     | 1/17                                | 3                                   | 0                                   | 1                                   | 2                                   | 2                                   | 5                                   |

### Đại hội Thể thao châu Á
- (Nội dung thi đấu dành cho cấp đội tuyển quốc gia cho đến kỳ Đại hội năm 1998)

| Năm           | Thành tích                          | Pld                                 | W                                   | D*                                  | L                                   | GF                                  | GA                                  |
| ------------- | ----------------------------------- | ----------------------------------- | ----------------------------------- | ----------------------------------- | ----------------------------------- | ----------------------------------- | ----------------------------------- |
| 1951 đến 1970 | Không tham dự, là thuộc địa của Anh | Không tham dự, là thuộc địa của Anh | Không tham dự, là thuộc địa của Anh | Không tham dự, là thuộc địa của Anh | Không tham dự, là thuộc địa của Anh | Không tham dự, là thuộc địa của Anh | Không tham dự, là thuộc địa của Anh |
| 1970 đến 1974 | Không tham dự                       | Không tham dự                       | Không tham dự                       | Không tham dự                       | Không tham dự                       | Không tham dự                       | Không tham dự                       |
| 1978          | Vòng bảng                           | 3                                   | 0                                   | 1                                   | 2                                   | 3                                   | 7                                   |
| 1982          | Không tham dự                       | Không tham dự                       | Không tham dự                       | Không tham dự                       | Không tham dự                       | Không tham dự                       | Không tham dự                       |
| 1986          | Vòng bảng                           | 3                                   | 0                                   | 2                                   | 1                                   | 2                                   | 3                                   |
| 1990          | Không tham dự                       | Không tham dự                       | Không tham dự                       | Không tham dự                       | Không tham dự                       | Không tham dự                       | Không tham dự                       |
| 1994          | Vòng bảng                           | 3                                   | 0                                   | 3                                   | 0                                   | 5                                   | 5                                   |
| 1998          | Tứ kết                              | 6                                   | 4                                   | 1                                   | 1                                   | 9                                   | 4                                   |
| Tổng cộng     | 4/13                                | 15                                  | 4                                   | 7                                   | 4                                   | 19                                  | 19                                  |

### Cúp bóng đá Nam Mỹ
Qatar là đội thứ hai ngoài châu Mỹ tham dự Copa América khi được mời lần đầu tiên vào năm 2019. Đội chỉ giành được một điểm duy nhất sau khi cầm hòa Paraguay 2–2 trong trận ra quân rồi nhận hai thất bại trước Colombia và Argentina.
| Năm  | Thành tích | Thứ hạng | Trận | Thắng | Hòa | Thua | Bàn thắng | Bàn thua |
| ---- | ---------- | -------- | ---- | ----- | --- | ---- | --------- | -------- |
| 2019 | Vòng bảng  | 10/12    | 3    | 0     | 1   | 2    | 2         | 5        |

### Cúp Vàng CONCACAF
| Năm       | Thành tích    | Thứ hạng | Trận | Thắng | Hòa | Thua | Bàn thắng | Bàn thua |
| --------- | ------------- | -------- | ---- | ----- | --- | ---- | --------- | -------- |
| 2021      | Bán kết       | 3/16     | 5    | 3     | 1   | 1    | 12        | 6        |
| 2023      | Tứ kết        | 7/16     | 4    | 1     | 1   | 2    | 3         | 7        |
| Tổng cộng | 1 lần bán kết | 2/27     | 9    | 4     | 2   | 3    | 15        | 13       |

## Cầu thủ

### Đội hình hiện tại
Đây là đội hình đã hoàn thành vòng loại AFC Asian Cup 2027.

Số liệu thống kê đến ngày 11 tháng 6 năm 2024, sau trận gặp Ấn Độ.

| Số | VT | Cầu thủ              | Ngày sinh (tuổi)  | Trận | Bàn | Câu lạc bộ |
| -- | -- | -------------------- | ----------------- | ---- | --- | ---------- |
| 1  | TM | Saad Al-Sheeb        | 19 tháng 2, 1990  | 88   | 0   | Al-Sadd    |
| 21 | TM | Shehab Ellethy       | 18 tháng 4, 2000  | 0    | 0   | Al-Duhail  |
| 22 | TM | Ali Nader Mahmoud    | 7 tháng 7, 2002   | 0    | 0   | Al-Khor    |
|    | TM | Amir Hassan          | 22 tháng 4, 2004  | 0    | 0   | Al-Arabi   |
|    |    |                      |                   |      |     |            |
| 2  | HV | Hazem Shehata        | 2 tháng 2, 1998   | 12   | 1   | Al-Rayyan  |
| 4  | HV | Mohammed Aiash       | 27 tháng 2, 2001  | 1    | 0   | Al-Ahli    |
| 5  | HV | Hashemi Al-Hussain   | 15 tháng 8, 2003  | 0    | 0   | Calahorra  |
| 13 | HV | Yousef Marei         | 2 tháng 2, 2007   | 1    | 0   | Al-Ahli    |
| 14 | HV | Homam Ahmed          | 25 tháng 8, 1999  | 55   | 3   | Al-Gharafa |
| 15 | HV | Abdullah Yousif      | 10 tháng 4, 2002  | 1    | 0   | Al-Gharafa |
| 16 | HV | Abdullah Al-Yazidi   | 28 tháng 3, 2002  | 1    | 0   | Al-Sadd    |
|    | HV | Yousef Aymen         | 21 tháng 3, 1999  | 7    | 0   | Al-Duhail  |
|    |    |                      |                   |      |     |            |
| 6  | TV | Ahmed Fatehi         | 25 tháng 1, 1993  | 33   | 0   | Al-Arabi   |
| 8  | TV | Ibrahim Al-Hassan    | 26 tháng 10, 2005 | 1    | 0   | Al-Rayyan  |
| 12 | TV | Nabil Irfan          | 7 tháng 2, 2004   | 0    | 0   | Al-Wakrah  |
| 17 | TV | Naif Al-Hadhrami     | 18 tháng 7, 2001  | 2    | 0   | Al-Rayyan  |
| 19 | TV | Mahdi Salem          | 4 tháng 4, 2004   | 4    | 0   | Al-Shamal  |
| 20 | TV | Abdullah Al-Ahrak    | 10 tháng 5, 1997  | 32   | 1   | Qatar SC   |
| 23 | TV | Mostafa Meshaal      | 28 tháng 3, 2001  | 21   | 2   | Al-Sadd    |
|    | TV | Youssef Mohamed Ali  | 27 tháng 9, 2002  | 0    | 0   | Qatar SC   |
|    | TV | Fares Said           | 7 tháng 1, 2003   | 0    | 0   | Al-Duhail  |
|    | TV | Jassem Al-Sharshani  | 2 tháng 1, 2003   | 0    | 0   | Al Ahli    |
|    |    |                      |                   |      |     |            |
| 3  | TĐ | Tahsin Jamshid       | 16 tháng 6, 2006  | 1    | 0   | Al-Duhail  |
| 7  | TĐ | Mohamed Khaled Gouda | 26 tháng 1, 2005  | 1    | 0   | Calahorra  |
| 9  | TĐ | Yusuf Abdurisag      | 6 tháng 8, 1999   | 34   | 3   | Al-Sadd    |
| 10 | TĐ | Ahmed Al-Rawi        | 30 tháng 5, 2004  | 4    | 1   | Al-Rayyan  |
| 11 | TĐ | Tameem Al-Abdullah   | 5 tháng 10, 2002  | 10   | 3   | Al-Rayyan  |
| 18 | TĐ | Khalid Ali Sabah     | 5 tháng 10, 2001  | 0    | 0   | Al-Wakrah  |
|    | TĐ | Ahmed Al Ganehi      | 22 tháng 9, 2000  | 5    | 0   | Al-Gharafa |

### Triệu tập gần đây
| Vt | Cầu thủ                 | Ngày sinh (tuổi)  | Số trận | Bt | Câu lạc bộ | Lần cuối triệu tập                   |
| --- | ----------------------- | ----------------- | ------- | -- | ---------- | ------------------------------------ |
| TM | Meshaal Barsham         | 14 tháng 2, 1998  | 43      | 0  | Al-Sadd    | vs Kuwait, 26 March 2024             |
| TM | Salah Zakaria           | 24 tháng 4, 1999  | 8       | 0  | Al-Duhail  | vs Kuwait, 26 March 2024             |
| TM | Saoud Al Khater         | 9 tháng 4, 1991   | 5       | 0  | Al-Wakrah  | vs Kuwait, 26 March 2024             |
| TM | Yousef Hassan           | 24 tháng 5, 1996  | 9       | 0  | Al-Gharafa | vs Ấn Độ, 21 November 2023           |
| TM | Fahad Younes            | 30 tháng 7, 1994  | 0       | 0  | Al-Rayyan  | vs Ấn Độ, 21 November 2023           |
| |                         |                   |         |    |            |                                      |
| HV | Tarek Salman            | 5 tháng 12, 1997  | 80      | 0  | Al-Sadd    | vs Kuwait, 26 March 2024             |
| HV | Bassam Al-Rawi          | 16 tháng 12, 1997 | 73      | 2  | Al-Rayyan  | vs Kuwait, 26 March 2024             |
| HV | Al-Mahdi Ali Mukhtar    | 2 tháng 3, 1992   | 64      | 3  | Al-Wakrah  | vs Kuwait, 26 March 2024             |
| HV | Lucas Mendes            | 3 tháng 7, 1990   | 10      | 0  | Al-Wakrah  | vs Kuwait, 26 March 2024             |
| HV | Sultan Al-Brake         | 7 tháng 4, 1996   | 8       | 0  | Al-Duhail  | vs Kuwait, 26 March 2024             |
| HV | Boualem Khoukhi         | 9 tháng 7, 1990   | 117     | 21 | Al-Sadd    | 2023 AFC Asian Cup                   |
| HV | Ró-Ró                   | 6 tháng 8, 1990   | 95      | 1  | Al-Sadd    | 2023 AFC Asian Cup                   |
| HV | Musab Kheder            | 26 tháng 9, 1993  | 38      | 0  | Al-Sadd    | 2023 Jordan International Tournament |
| HV | Ahmed Suhail            | 8 tháng 2, 1999   | 10      | 0  | Al-Sadd    | 2023 Jordan International Tournament |
| |                         |                   |         |    |            |                                      |
| TV | Abdulaziz Hatem         | 28 tháng 10, 1990 | 121     | 12 | Al-Rayyan  | vs Kuwait, 26 March 2024             |
| TV | Mohammed Waad           | 18 tháng 9, 1999  | 45      | 0  | Al-Sadd    | vs Kuwait, 26 March 2024             |
| TV | Jassem Gaber            | 20 tháng 2, 2002  | 22      | 1  | Al-Arabi   | vs Kuwait, 26 March 2024             |
| TV | Abdullah Marafee        | 13 tháng 4, 1992  | 8       | 0  | Al-Arabi   | vs Kuwait, 26 March 2024             |
| TV | Hassan Al-Haydos        | 11 tháng 12, 1990 | 185     | 42 | Al-Sadd    | 2023 AFC Asian CupRET                |
| TV | Ali Assadalla           | 19 tháng 1, 1993  | 74      | 12 | Al-Sadd    | 2023 AFC Asian Cup                   |
| TV | Khaled Mohammed         | 7 tháng 6, 2000   | 2       | 0  | Al-Duhail  | 2023 AFC Asian Cup                   |
| TV | Osamah Al-Tairi         | 16 tháng 6, 2002  | 0       | 0  | Al-Rayyan  | 2023 AFC Asian CupINJ                |
| TV | Karim Boudiaf           | 16 tháng 9, 1990  | 121     | 6  | Al-Duhail  | vs Ấn Độ, 21 November 2023           |
| |                         |                   |         |    |            |                                      |
| TĐ | Almoez Ali              | 19 tháng 8, 1996  | 112     | 54 | Al-Duhail  | vs Kuwait, 26 March 2024             |
| TĐ | Akram Afif (đội trưởng) | 18 tháng 11, 1996 | 112     | 37 | Al-Sadd    | vs Kuwait, 26 March 2024             |
| TĐ | Ismaeel Mohammad        | 5 tháng 4, 1990   | 84      | 4  | Al-Duhail  | vs Kuwait, 26 March 2024             |
| TĐ | Ahmed Alaaeldin         | 31 tháng 1, 1993  | 64      | 5  | Al-Gharafa | vs Kuwait, 26 March 2024             |
| TĐ | Khalid Muneer           | 24 tháng 2, 1998  | 11      | 1  | Al-Wakrah  | 2023 AFC Asian Cup                   |
| TĐ | Mohammed Muntari        | 20 tháng 12, 1993 | 60      | 15 | Al-Duhail  | 2023 AFC Asian CupINJ                |
| - COV Player withdrew from the squad due to contracting COVID-19. - INJ Player withdrew from the squad due to an injury. - PRE Preliminary squad. - RET Retired from the national team. - SUS Player is serving a suspension. - WD Player withdrew from the squad due to non-injury issue. |                         |                   |         |    |            |                                      |

### Chính sách nhập tịch
Năm 2004, FIFA đề cập việc 3 cầu thủ Brasil có ý định chơi bóng cho Qatar là lý do trực tiếp khiến họ siết chặt các quy định nhập tịch cầu thủ.
Chương trình chuyên thu nhận những cậu bé từ châu Phi vào các học viện bóng đá có tên "Những giấc mơ bóng đá Aspire" mà giới chức Qatar mô tả là hoạt động nhân văn cũng là để tăng sức cạnh tranh cho các cầu thủ bản xứ đã bị chỉ trích là cách khai thác trắng trợn người nhập tịch, trong đó tờ Vice liên hệ chương trình với những hành động vi phạm nhân quyền bởi chế độ kafala.
Trong một trận giao hữu với Algeria năm 2015, 6 cầu thủ trong đội hình xuất phát không sinh ra ở Qatar. Chủ tịch FIFA Sepp Blatter cảnh báo Qatar sẽ bị giám sát nghiêm ngặt việc tuyển chọn cầu thủ, và nói đội hình trận giao hữu ấy "vô lý" giống như bản danh sách các thành viên đội bóng ném Qatar cho giải vô địch bóng ném năm 2015. Vào năm sau, các cầu thủ nhập tịch đã trở thành xương sống đội bóng đến nỗi huấn luyện viên của Qatar khi ấy, Jorge Fossati đe dọa từ chức nếu không được sử dụng các cầu thủ này.
Sự phụ thuộc vào cầu thủ nhập tịch đã giảm đi sau đó, với chỉ 2 cầu thủ sinh ra ở nước ngoài có trong đội hình giao hữu thắng Thụy Sĩ năm 2018. Sau trận bán kết Asian Cup 2019 thua Qatar trong thời điểm đang căng thẳng ngoại giao với nước này, UAE gửi khiếu nại kiện hai cầu thủ nhập tịch Almoez Ali cùng Bassam Al-Rawi không đủ điều kiện chơi bóng cho đội tuyển Qatar.